# Cloroformo (serie de televisión)
Cloroformo, "Los peores golpes se dan abajo del ring" es una serie de televisión que incluye todo tipo de drama en un deporte. Creada por Gustavo Loza, consiste en 13 episodios con duración de 60 minutos. Los protagonistas son Zuria Vega, Tenoch Huerta, Osvaldo Benavides, Gustavo Sánchez Parra y Álex Perea. Es una producción independiente de Adicta Films para Televisa. La serie habla del fenómeno boxístico. Se estrenó el 19 de marzo del 2012 por TDN (en televisión por cable) y el día 29 de octubre por el Canal 5*. También se propone transmitirse en los Estados Unidos por UniMÁS, siendo la segunda serie de Adicta Films en verse en ese canal (La primera es su serie hermana "Los héroes del norte") y la primera serie del canal con emisión de estreno pendiente.

## Trama y personajes
| Personaje/Actor                                       | Reseña |
| ----------------------------------------------------- | --- |
| Zuria Vega interpreta a Valerie "La Morrita" Solís    | Es originaria de Los Mochis, Sinaloa. Ella tenía un futuro por delante, sin embargo, fue extorsionada y terminó por dormir en un lugar donde un día detienen a una banda de secuestradores. Después se refugia en un gimnasio en donde más adelante entrenaba para consolidarse como boxeadora.                                                           |
| Ténoch Huerta interpreta a "El Bufalo" Torres         | Es un boxeador ya consolidado, tiene una gran familia en donde tiene una hija que la adora mucho, sin embargo, tendría muchos problemas ya familiares como en el box, pues se origina una rivalidad con un polaco. |
| Oswaldo Benavides interpreta a "El Joe"               | Es un típico hijo de un político, su padre lo mantiene, además, su padre se decepciona porque su hijo siempre sale en las revistas en forma ridícula. Un día, descubre que su novia lo engañaba y con su propio padre, por lo cual, se olvida de todo y termina enamorándose de "La Morrita".                                                             |
| Gustavo Sánchez Parra interpreta a "El Gomorra"       | Es un boxeador que es involucrado en la delincuencia organizada, ya que cuando en donde vive se inicia órdenes de arresto en lo cual, con la "Morrita" son los únicos que se salvan, aunque más tarde sabe que algún día a él lo arrestarían, ya que es considerado como líder de la banda que operaba. Esto sería una virtud en una muy regular carrera. |
| Álex Perea interpreta a José de Jesús Asis            | Es un boxeador en que cae en la depresión al ver en su combate cuando noquea a uno de sus amigos en el ring (cuando era contendiente para un cinturón y se enfrentaban), lo cual, muere por derrame cerebral y lo más peor, resultó ser un hermano de su novia, puesto a que también tiene problemas.                                                     |
| Manuel "Flaco" Ibáñez interpreta a Don Roque Balderas | Es un mánager que reemplaza a un mánager que había en el gimnasio, debido a que murió. Se convierte en mánager de "Asis", "La Morrita" y ""El Búfalo". |
| Pablo Sergio Galindo interpreta a Lucio               | Es el empresario en lo cual, coordina las peleas como por ejemplo, el del "Búfalo" con el polaco. |
| Vanessa Bauche interpreta a Mireya                    | Es la esposa del "Búfalo", en lo cual, es descubierta por el "Búfalo" al saber que ella lo engañaba con otro. |
| Ilithya Manzanilla interpreta a Paula                 | Es la ex de "Joe", en lo cual, es infiel con los dos (Joe y su padre), finalmente, decide seguir con "Joe", pero es rechazada por el mismo. Finalmente, no se queda con ninguno. |
| María Rojo interpreta a Doña Consuelo                 | Es la mamá de Asís. Curiosamente, se encela con Julia cuando "Asís" decide llevarla a su casa. |
| Nur Rubio interpreta a Julia                          | Es la novia de "Asís", cuyo hermano era un boxeador que fallece en el ring cuando se enfrentaba al mismo ("Asis"). Tras lo que le ha pasado a Asís, decide seguirlo siendo en momentos difíciles. |
| Mario Zaragoza interpreta a "El Pajarito"             | Desafortunadamente, era un boxeador en que perdió todo por el alcohol y que además padece de facultades mentales. Lo único en que le queda es ser dueño del gimnasio en donde entrenan los boxeadores. Siempre carga en su cintura un campeonato. |

## SoundTrack
El tema principal de esta serie es interpretada por el Cartel de Santa

## Producción
Adicta Films presentó el episodio piloto a Televisa el cual se rodó en lo que es la Arena México. En esta serie destacan también algunas participaciones de boxeadores profesionales como Julio César Chávez, Saúl "El Canelo" Álvarez, Érik "El Terrible" Morales, Mariana "La barbie" Juárez, entre otros al igual que algunos conductores de Box en Televisa deportes como Alfonso Morales, Javier Sahagún y Vanessa Huppenkothen. En esta serie destaca el debut de Alejandra Barros como escritora para una producción de serie de televisión. Durante de la filmación de la serie, Zuria Vega protagonizaría también una telenovela junto con Gabriel Soto. La telenovela era Un refugio para el amor, lo cual se estrenaría el día 6 de febrero en el canal 2. Posteriormente, Mario Zaragoza sería un colaborador de las series que producía Gustavo Loza, interpretando en esta serie a "El Pajarito", posteriormente, haría su presentación en la segunda temporada de Los héroes del norte, en lo cual, interpretaría a "Don Damaso".

## Premios y nominaciones

### Premios TVyNovelas
| Año  | Categoría                   | Persona      | Resultado |
| ---- | --------------------------- | ------------ | --------- |
| 2013 | Mejor serie hecha en México | Gustavo Loza | Nominada  |